# Star Trek: Away Team
Star Trek: Away Team est un jeu vidéo de tactique en temps réel développé par Reflexive Entertainment et édité par Activision, sorti en 2001 sur Windows.

## Accueil
| Star Trek: Away Team  | Star Trek: Away Team | Star Trek: Away Team |
| Média                 | Pays                 | Notes                |
| --------------------- | -------------------- | -------------------- |
| Computer Gaming World | US                   | 2.5/5                |
| Gamekult              | FR                   | 5/10                 |
| GameSpot              | US                   | 55 %                 |
| Gen4                  | FR                   | 12/20                |
| Jeuxvideo.com         | FR                   | 13/20                |
| Joystick              | FR                   | 73 %                 |
| PC PowerPlay          | US                   | 75 %                 |
| PC Zone               | US                   | 61 %                 |